# Дональд Артур Глазер
Дональд Артур Глазер (21 вересня 1926 , Клівленд, Огайо  — 28 лютого 2013 , Берклі, Каліфорнія ) — американський фізик і нейробіолог, лауреат Нобелівської премії з фізики 1960 року «за винахід бульбашкової камери».

## Коротка біографія
Народився в єврейській родині бізнесмена Вільяма Глазера і його дружини Олени в місті Клівленд, штат Огайо. Після закінчення загальної школи в Клівленді, вступив до Технологічного Інституту Кейза. Після здобуття в1946 році ступеня бакалавра, викладав один семестр в тому ж інституті. Восени 1946 року вступив до Калтеху, в якому 1950 року захистив дисертацію. Вже 1949-го отримав місце доцента в Університеті Мічигану, а 1957 року став там професором. В 1959 перейшов до Каліфорнійського університету в Берклі як професор фізики. В 1964 став також професором молекулярної біології. З 1989 — професор фізики і нейробіології.
Підписав «Попередження людству» (1992).
1960 року Глазер одружився з Рут Бонні Томсон. Двоє дітей — донька і син. Дочка Луїза Ферріс Андерсон стала дитячим лікарем. Син Вільям Томсон Глазер — управлінець в комп'ютерній фірмі.

## Наукова діяльність
У ранні роки кар'єри дослідження Глазера лежали в області елементарних частинок, з акцентом в експериментальну техніку. Він сконструював чимало поліпшених камер Вільсона та іскрових лічильників. Крім того Глазер розвивав ідеї, які привели 1952 року до винаходу бульбашкової камери. У наступні роки він розробив кілька типів бульбашкових камер для експериментів в області високих енергій і сам експериментував на космотроні в Брукгейвенській національній лабораторії в Нью-Йорку і беватроні в радіаційній лабораторії їм. Лоуренса в Каліфорнії. 1960 року отримав Нобелівську премію з фізики.
В 1962 Глазер звернувся до молекулярної біології, яка цікавила його з часу навчання в Калтеху. Усвідомлення того факту, що ДНК і РНК мікроорганізмів побудовані таким же чином, як і у високорозвинених істот, заклало основи сучасних біотехнологій. Глазер, разом зі своїми студентами, зайнявся дослідженням механізмів контролю синтезу ДНК в бактеріях. За допомогою мутованої яйцеклітини китайського хом'яка він зміг показати відповідальність певних генів за підвищену чутливість до ультрафіолетового випромінюванню, що могло привести до переродження клітин у ракові. Сім генів, відповідальних за процес, є також у людини і призводять до форми раку Xeroderma pigmentosum.
1970 року Глазер вирішив, що хоча молекулярна біологія і надає дуже докладні знання, ці знання навряд чи знаходять застосування в медицині або яких-небудь інших областях. Тому Глазер, разом з двома друзями, заснував першу фірму з біотехнологій і, тим самим, цілий напрямок промисловості, яке мав великий вплив на медицину і сільське господарство.
Незабаром після цього він знову звернувся до іншої області — нейробіології, особливо до зорової системи людини.

## Нагороди
- Премія Генрі Рассела від університету Мічигану, 1953
- Премія Чарлза Вернона Бойза від Лондонського фізичного товариства (Physical Society), 1958
- Премія Американського фізичного товариства, 1959
- Нобелівська премія з фізики, 1960